# Comté de Blois
Pour les articles homonymes, voir Blois (homonymie).
vers 500 – 1660
Entités précédentes :
- Royaume de Blois

Entités suivantes :
- Duché d'Orléans

Le comté de Blois est une ancienne principauté féodale du centre de la France, créée à partir du pagus de Blois qui était une entité administrative gallo-romaine puis franque. Ses comtes furent parmi les plus puissants du royaume entre les XIe et XIIIe siècles, après être parvenu à encercler le domaine royal des Capétiens en dominant également la Champagne.
De sa création jusqu’en 1547, le comté a été dirigé sans discontinu par des comtes, accumulant parfois plusieurs titres plus ou moins importants, ou parfois déléguant leur travail à des vicomtes. Le comté exista jusqu’à son rattachement définitif aux terres du royaume en 1660, à la mort du duc Gaston d’Orléans, dernier comte de Blois en titre.

## Histoire

### Antiquité
Des fouilles archéologiques conduites par l’Institut national de recherches archéologiques préventives (INRAP) ont montré que Vienna était occupée par des chasseurs-cueilleurs dès 6 000 ans avant notre ère (il y a donc 8 000 ans), puis par des Gaulois (plus précisément par des membres du peuple des Carnutes) dès le IVe siècle avant notre ère. D'autres villages semblaient alors déjà exister avant même l'arrivée des Romains, comme Camboritu (« gué du méandre »).
L'invasion des Romains vers -52 avant J.-C. signifie le début de l'administration et des enregistrements écrits, bien que rares, en opposition avec la tradition orale des Gaulois.
Du Ier au Ve siècle, le pagus blesensi (litt. « pays blésois ») était ainsi une subdivision administrative de la civitas des Carnutes qui dépendait de l'oppidum d’Autricum,, au sein de la province de la Gallia Lugdunensis IV, et qui était administrée par un consul de l’Empire romain. À cette époque, le pagus se résume aux alentours de Blesis, alors cerné par de nombreux obstacles naturels : la forêt des Blémars à l'ouest, la Sylva longa à l'est, et la Secalaunia au sud, sans oublier le Liger qui le traverse. Blesis était ainsi une petite bourgade en développement autour d’une forteresse qu’ont bâtie les Romains, le Castrum Blesense, au sommet de l'éperon de l'actuel château. La ville, reliée au pays carnute par la plaine de la Belsa par la Via Iulius Caesaris (entre Autricum et Blesis), se situe alors au carrefour de la Via Turonensis longeant le Liger (reliant Lutèce à Burdigala), de la Via Festi (entre Blesis et Avaricum), et de la  à travers la Secalaunia (entre Blesis et Malliagense). Ironiquement, une communauté n'adhérant pas à l'Empire se constitue au niveau de Blesis, sur la rive droite du Liger, à Vienna.
À Bleso, deux temples romains auraient siégé dans la ville : un dédié à Jupiter à l'emplacement de l'abbaye de Bourg-Moyen, et un second dédié à Mercure près de l'actuel lycée Robert-Badinter.
En l’an 410, le chef breton Ivomadus aurait conquis les pagi de Blois et de Chartres en battant le consul en place, un certain Odo, probablement d’origine germanique. Il aurait ensuite instauré un état indépendant, le royaume de Blois, au sein même de l’Empire, sous un Flavius Honorius déjà affaibli par les raids barbares à répétitions. Cette entité mal connue des historiens sembla rester indépendante près d’un siècle, en résistant à l’invasion du royaume wisigoth de Toulouse, mais fut finalement conquise par le roi franc Clovis, entre 481 et 491, ou en 497.

### Un premier comté franc
Les Francs ont ensuite établi un premier comté du nom de Comitatui blesensi, dont la capitale se tenait déjà à Blois, sur la rive droite de la Loire. Les comtes de cette époque ne sont pas connus, et la plus ancienne trace écrite relative aux Blésois remonte à 584 par Grégoire de Tours.
À la mort du roi Clotaire Ier, le comté est politiquement rattaché au royaume d’Orléans et transmis à son fils aîné Gontran. En 584, une guerre civile aurait donc éclaté dans le Chartrain, les Blésois s’étant joints aux Orléanais contre les Dunois alliés aux Carnutes, rattachés quant à eux au royaume de Paris.
En 592, les contrées voisines sont transférées à son frère Caribert Ier, sacré roi de Paris (dont le territoire inclut toujours Chartres et Tours).
Sur le plan religieux, le diocèse de Blois dépend toujours de l’évêché de Chartres. Cette décision aurait été prise par les premiers rois francs afin de tenir le clergé de Chartres éloigné de la politique et de la gestion du domaine.
Durant cette période, Blois est régie par l’un des 7 maires du palais du royaume dont la mission fut de sélectionner un noble franc pour l’élever comte. Le nom du comte choisi ne nous est pas parvenu.
Ce comté semble cependant avoir été administré directement par les comtes d’Orléans, dont le plus ancien connu, Adrien († avant 821), serait issu de la famille de Vintzgau. Sa famille est proche des Carolingiens depuis que Charlemagne s’est marié en 771 avec Hildegarde, sœur d’Adrien et fille du comte Gérold Ier de Vintzgau (v. 730 – †784), qui se serait installé quelque part entre Blois et Chartres.
Le titre de comte de Blois aurait été officiellement créé en 832 par le roi Louis Ier, dit le Pieux, en faveur du fils d’Adrien, Guillaume, dit le Connétable, alors placé en tant que vassal du comte d’Orléans.
Lors des luttes de pouvoir entre les fils de l’Empereur Louis Ier, Guillaume, dit le Connétable, prend le parti de Pépin Ierd’Aquitaine, contre son demi-frère Charles II, le Chauve, et y perd la vie.
Waldrade, sa sœur et dernier enfant du Comte Adrien, récupère par héritage les comtés ayant appartenu à ses frères Eudes et Guillaume et en aurait transmis le contrôle à son époux Robert III de Hesbaye.
Waldrade transmet les droits des comtés de Blois mais aussi d’Orléans, d’Anjou, d’Auxerre et de Nevers, à son supposé fils, Robert le Fort.
Dans le contexte de la marche de Neustrie, Robert, alors comte de Blois, est nommé marquis en 861, mais conserva ses droits sur le Blésois. Mort en 866, ce-dernier léga ses titres à son ancien ennemi, Hugues l’Abbé, qui éleva les deux fils de Robert. Le cadet Robert Ier succéda à son frère aîné Eudes, en accumulant les charges de roi des Francs, marquis de Neustrie, comte de Paris et de Blois.
Entre-temps, la contrée est pillée et incendiée à plusieurs reprises par le chef viking Hasting : en 845, en 851, en 854, et entre 856 et 857,. Il repassa en 882 en Blésois et dans le Chartrain et serait devenu un fidèle de Louis III. Un nouveau comté est né au nord de Blois : celui de Chartres.
Les raids normands apportent également des religieux en quête de protéger les reliques sacrées qui leur ont été confiées. C'est ainsi que Blois devient l'asile des reliques de Saint-Calais et de Saint-Lomer, recueillies au sein de la chapelle Saint-Calais du château et de l'abbaye Saint-Laumer.

### Apparition des vicomtes
Avant l’an 900, Robert Ier, comte de Blois, délègue l'administration du Blésois à des vicomtes. Le premier vicomte connu est Garnegaud (dès 886 et avant 920) qui ne laissera pas d'héritier. A la mort de Robert en 923, son fils Hugues le Grand lui succède dans ses honneurs. Le nouveau vicomte de Blois est Thibaud l'Ancien, déjà vicomte à Tours pour les Robertiens. En 940 au plus tôt, Thibaud Ier, dit le Tricheur succède à son père Thibaud l’Ancien. Hugues le Grand, devenu entre temps marquis de Neustrie, a élevé Thibaud au rang de comte, cette honneur inclut Blois, Chartres et Châteaudun.

### Le comté thibaldien

Le comté de Blois vers l’an 1050 (en brun).

#### Les guerres féodales contre les comtés voisins
Au même titre que son père, Thibaud le Tricheur était politiquement proche des Robertiens et par conséquent, d’Hugues le Grand. Son alliance et sa fidélité restèrent solides avec les Robertiens jusqu’à la mort du duc des Francs en 956. L’héritier désigné d’Hugues le Grand était son fils, Hugues Capet, mais Thibaud s'est montré de plus en plus indépendant,Hugues n’avait que 15 ans, notamment lors de la guerre entre le thibaldien et le normand Richard Ier entre 959 et 963. Ainsi, Thibaud proclama son indépendance vis-à-vis de son jeune suzerain en s’intitulant « comte de Blois et de Tours », gagnant ainsi son épithète.

Alliés du comté de Blois à la mort du thibaldien Étienne d’Angleterre en 1154 (en bleu).

En 958, lors d’une rencontre avec son beau-frère Foulques II d’Anjou, alors nouvel allié depuis la mort du dernier roi de Bretagne, les deux hommes vont jusqu’à se présenter comme « gouverneurs et administrateurs du royaume de Neustrie » et « comtes par la grâce de Dieu », et non par celle d’un quelconque suzerain.
À partir de 960, Thibaud s’associe de façon plus forte au carolingien Lothaire II, et affirme son influence en étendant son territoire jusqu’à Bourges, Chartres et Tours. Toutefois, il ne rompt pas avec Hugues et continue à fréquenter les deux cours, ducales et royales. Après sa mort et celle du malheureux Thibaud II en 1004, son fils Eudes Ier formalise la délégation de certaines taches en nommant son troisième fils, Robert, vicomte.
Les hostilités qui mèneront plus tard à la guerre de Cent Ans commencent dès la fin du Xe siècle, avec la détérioration de la relation entre les petits-fils des alliés d'autrefois et la montée des rivalités entre les maisons de Blois et d'Anjou. Dès 981, les comtes Eudes et Geoffroy Grisegonelle se livrent bataille à Conquereuil pour déterminer qui de Conan Ier, soutenu par le blésois, ou Hoël Ier, allié d'Anjou, remporterait la Bretagne. Hoël finit assassiné mais Foulques III d'Anjou parvient à tuer Conan lors de la seconde bataille de Conquereuil, en 992. Eudes II perd la bataille de Pontlevoy en 1016 contre Foulques III, après quoi il préféra poursuivre les conquêtes du Tricheur à l'est en ajoutant au domaine familial le comté de Meaux en 1019, puis celui de Troyes en 1023. Eudes perd également son contrôle sur Saumur en 1026, ce qui le mène à reloger son vassal Gelduin à Chaumont que ce dernier fortifie aussitôt. Cependant, Blois perd rapidement sa vassalité sur Chaumont, au profit de la maison d’Amboise, la petite-nièce de Gelduin s'étant mariée à Sulpice Ier. À la mort d'Eudes II en 1037, les domaines bléso-champenois qu’il administrait furent divisés quelque temps, jusqu’à leur réunion en 1063 par son fils : le comte Thibaud III.
Comme son ancêtre, Thibaud III refusera de porter allégeance au roi Henri Ier, ce qui lui coûtera la perte définitive du comté de Tours en 1044 après la bataille de Nouy contre Geoffroy II d'Anjou, envers qui le roi s'était donc tourné. Les comtes firent construire plusieurs forteresses, comme à Bury-en-Blésois, mais celle-ci fut détruite en 1145 lors de l'attaque de Sulpice II d'Amboise, qui venait d'ailleurs de s'émanciper du comte d'Anjou.
C'est également au XIe siècle que les comtes mandatèrent les moines de l’abbaye de Marmoutier pour défricher la forêt des Blémars, alors considéré comme un obstacle difficilement franchissable pour relier le Blésois et la Gâtine tourangelle.

#### L'ensemble bléso-champenois
En revanche, les comtés de Blois et de Champagne sont de nouveau réunis jusqu’en 1152, date à laquelle Thibaut IV, dit le Grand, lègue la Champagne à son aîné Henri Ier et le Blésois à son cadet Thibaut V, le Bon.
Pendant ce temps-là, en 1135, Étienne, frère cadet de Thibaut le Grand, est couronné roi d'Angleterre et nommé duc de Normandie jusqu'à sa mort, en 1154. Ses droits ne furent cependant pas transmis à sa descendance, Étienne les ayant « rendus » au fils de Mathilde l'Emperesse, à savoir le comte Henri II d'Anjou, de la branche des Plantagenêt.

#### Vassalisation au comté thibaldien de Champagne
En 1171, Blois est une des premières villes d’Europe à accuser ses juifs de crimes rituels à la suite de la disparition inexpliquée d’un enfant chrétien. Sur ordre du comte Thibaut V, 30 à 35 juifs (sur une communauté d’environ 130 personnes) sont brûlés vifs le 26 mai 1171 près des fourches patibulaires.

Le comté de Blois en bordure du royaume de France (en vert), en 1180.

En 1218, le comte Thibaut VI, le Jeune, de la branche initiale de la maison de Blois, s'éteint sans descendance en Espagne. Le comté passa donc aux mains de sa tante, la comtesse Marguerite, qui le transmettra à son tour à la branche cadette d’Avesnes en 1230 en faveur de sa fille, la comtesse Marie, avant que ne se crée la maison de Blois-Châtillon en 1241.

#### Guerre de Cent Ans
En 1328, le comte Guy Ier cède le droit de frapper monnaie sur ses terres en faveur de son beau-frère, le roi Philippe VI, en échange de 15 000 livres tournois,. La livre blésoise, jusqu'alors unique monnaie en vigueur à l'échelle du comté, disparaît.
Parmi ses membres, le comte Louis Ier de Blois-Châtillon parvient en 1356 à repousser l'anglais Édouard de Woodstock dit le Prince Noir, alors prince de Galles, lors de sa seconde chevauchée. En effet, le fils du roi Édouard III d'Angleterre menaçait directement Blois après que ce-dernier ne se soit emparé de Romorantin et n'aie détruit le château de Fougères-sur-Bièvre, à seulement 15 km de la capitale du comté.
La maison de Châtillon perdit ensuite en influence, ce qui s’est ressenti dans le contrôle des territoires inclus au sein du comté. Lorsqu'en 1391 le comte Guy II cède son domaine au duc Louis Ier d’Orléans, pour 200 000 francs d’or, faute de descendance masculine directe et alors que la guerre de Cent Ans fait rage, le comté se limite à la surface entre les châtellenies de Vendôme (exclue), de Beaugency, de Vierzon, de Valençay, de Chaumont et d'Onzain.

#### Dynamiques politiques internes au comté
Depuis l'apparition de la féodalité entre les Xe et XIe siècles, la majorité des bourgs et villages se sont constitués autour de fiefs seigneuriaux héréditaires (voir Liste des vassaux ci-dessous).

### Nouveau fief de la maison d'Orléans
La cession du comté au second fils du roi Charles V par le comte Guy II entraîna de fait le rattachement de Blois au duché d’Orléans en 1397, bien que les ducs accumulent encore le titre de comte. En effet, Orléans n’étant pas pourvue de château, celui de Blois devint la résidence officielle des ducs, même si ces-derniers siégeaient dans les faits au sein de la cour du roi, alors établie au château du Louvre, à Paris.

Royaume de France en 1477 (en bleu).

Malgré sa proximité avec le front atlantique, le comté se trouve en cœur du théâtre de la guerre de Cent Ans, qui oppose les Plantagenêt au roi de France. Par exemple, le duc Charles Ier d’Orléans, capturé après la bataille d’Azincourt en 1415, n’est libéré qu’en 1444. Son intérim est assuré par son frère batard, Jean, alors seigneur de Romorantin et de Millançay, qui protégea Blois alors que la ville était encerclée par des Anglais. Il devient compagnon d'armes de Jeanne d’Arc, qui séjourne elle-même à Blois pour se ravitailler et ainsi libérer Orléans, alors occupée par les Anglais, fin avril 1429,. À son retour, le duc Charles s'est efforcé à réunir à Blois de nombreux artistes, rejetés dans leur ensemble de la cour de Louis XI.
Bien que transmise en apanage au sein de la maison des Valois, les comtés de Blois et d’Orléans n’entrèrent formellement au sein du domaine de la Couronne qu’en 1498 sous le nouveau roi Louis XII, qui établira naturellement sa cour à Blois cette année-là. En étant duc d’Orléans (sous le nom de Louis II) de 1465 à son couronnement, Louis XII conserva son titre de comte de Blois,.

### Nouveau fief de la Renaissance française
À partir de 1498 et du couronnement de Louis XII, le comté est progressivement rattaché au domaine royal avec le duché d’Orléans, traditionnellement offert à l’héritier au trône. Néanmoins, faute de fils avec la reine Anne de Bretagne, le roi continue de jouir de l’usufruit du comté après 1498. D’ailleurs, en installant sa cour à Blois, Louis XII invite non seulement les nobles du Royaume sur les bords de Loire mais fait également du Blésois le berceau de la Renaissance française. Le comté s’enrichit considérablement, attire de nombreuses figures de l’étranger (dont Léonard de Vinci, Catherine de Médicis), et un nouveau château se dessine à Blois afin d’assoir une importance diplomatique grandissante. Les traités de Blois y furent signés en 1504, avec pour but de stopper les guerres d’Italie en prévoyant un mariage entre la fille aînée de Louis XII, la princesse Claude, avec le duc de Luxembourg, qui n’est nul autre que le futur Charles Quint. Cependant, Louis XII accorda finalement la main de sa fille au jeune François de Valois-Angoulême, au grand damn de la reine Anne de Bretagne. À la mort de cette-dernière en 1514, Louis XII confie le comté de Blois à leur fille Claude, étant plus intéressée à la religion qu’envers la politique, au lieu du duché de Bretagne. Le roi blésois décède l’année suivante et, dès 1516, le nouveau François Ier ordonne la conception d’une ville idéale, une « nouvelle Rome » –Romorantin–, mais le projet avorta après le décès de Léonard de Vinci en 1519. Débute en contrepartie la construction d’un immense château annexe dédié à la chasse dans la forêt de Boulogne, au cœur de la Sologne, près du château de Montfrault érigé sous les comtes au Xe siècle,. Celle-ci dura près de 25 ans, soit presque tout le règne François Ier, jusqu’en 1544. Plus tard, c’est un autre souverain qui prendra le même type de décision en convertissant un pavillon de chasse en somptueux palais : Louis XIV. Néanmoins, si le Roi-Soleil souhaitait de son temps quitter la capitale, François Ier quitta le Blésois peu après la mort de sa femme, la reine Claude, en 1524, pour installer sa cour plus près de Paris, à Fontainebleau. Il est important de noter que François Ier n’a pas été doté du titre de comte de la part de sa veuve, c’est leur second fils, le duc Henri de Valois, qui en hérita l’usufruit. Lors de son couronnement sous le nom de Henri II en 1547, il finira par intégrer le Blésois au domaine royal.

### Rattachement au domaine royal
Bien que son père eut déjà rassemblé l’essentiel des appartements royaux en région parisienne, Henri II et son épouse Catherine de Médicis passent chaque année plusieurs mois à Blois, essentiellement en hiver.
Après le décès d’Henri II et alors que les guerres de Religion éclatent, la reine-mère engage au château de Blois le dialogue avec des représentants protestants, comme l’amiral Gaspard de Coligny en 1563, ou la reine de Navarre, la duchesse de Chartres et le prince de Condé en 1565. Son fils, le roi Henri III, choisit la cité blésoise pour la convocation d’États généraux, d’abord en 1576-1577 qui donnèrent l’ordonnance de Blois de 1579, puis en 1588-1589 qui furent marqués par l’assassinat du duc de Guise. Entre-temps, le roi accorde en 1581 la construction d’un collège, qui donnera lieu au collège royal dont la cité scolaire Robert-Badinter est l’héritière actuelle,.
En 1626, le duc Gaston d’Anjou, troisième fils du roi Henri IV, épouse non sans regret la richissime duchesse de Montpensier, Marie de Bourbon, que lui impose Richelieu. Il reçoit ainsi en apanage les duchés d’Orléans et de Chartres, ainsi que Blois de nouveau élevé en comté indépendant. Son règne fut marqué par sa motivation à rénover de multiples châteaux de la Sologne. Après la Fronde, Gaston d’Orléans, comme on l’appela désormais, est assigné à celui de Blois à partir de 1652 et s’éteint en 1660 dans sa nouvelle résidence en Vienne. Comme le veut la tradition apanagiste, ses titres sont transférés à Philippe d’Orléans, frère cadet de Louis XIV, mais ce-dernier décide de ne pas lui octroyer Blois. Le comté fut donc rattaché une nouvelle et ultime fois au domaine royal.
Depuis cette époque, le Blésois ne dépend donc plus directement du duché d’Orléans, mais reste administrativement rattaché à la province orléanaise.

### Continuité
Après la Révolution française, le département de Loir-et-Cher est créé en 1790, suivant plus ou moins les dernières frontières du comté, en incluant l'ancien duché de Vendôme.

## Géographie

### Frontières
Les frontières ainsi que les entités voisines du comté ont beaucoup varié au cours du temps, mais les comtes de Blois sont parvenus à conserver pendant une longue période les comtés de Châteaudun et de Chartres, ainsi que les seigneuries de Beaugency et de Sancerre.
De la création d’une vicomté en 909 à 1044, le territoire de Blois fut joint au comté de Tours, et à celui de la Champagne à deux reprises : de 1023 à 1037, puis de 1063 à 1152. Il était alors commun de parler de comté de Blois-Champagne ou d’ensemble bléso-champenois,.
Le comté historique de Blois fut durablement un voisin direct, :
- du domaine royal (via le comté puis duché d’Orléans et le comté d’Étampes),
- du duché de Normandie (via les comtés d’Évreux et de Vexin),
- du duché d’Aquitaine (via la seigneurie d’Issoudun),
- du duché de Bourgogne (avec les comtés de Nevers et de Bourbon),
- du comté d’Anjou, son principal rival à l’ouest (via la Touraine et le Vendômois).

Néanmoins, sa position géostratégique et son influence en ont fait une parfaite zone tampon entre le domaine royal établi autour de Paris et la côte atlantique, en particulier lors de la Marche de Neustrie (861–890) ainsi que pendant la Guerre de Cent Ans (1337–1453).

### Places fortes

#### Villes annexes au comté
Outre les alentours de Blois, le comté a également intégré d'autres villes notables en son sein, dont :
- Beaugency,
- Châteaudun (960–1440), où les comtes ont laissé un château fort,
- Chartres (960–1292),
- Chinon (909–1044),
- La Ferté-Saint-Aubin,
- Meaux,
- Provins,
- Sancerre,
- Saumur,
- Tours (909–1044),
- Troyes.

#### Anciennes forteresses et châteaux
À l'image du château de Blois, de nombreux châteaux forts du comté, construits en temps de guerre contre la Touraine, l'Anjou ou l'Angleterre, sont reconstruits à la Renaissance, après que Louis XII soit couronné roi de France en 1498 :
- le château de Blois, reconstruit par tranches par les rois au XVIe siècle. Du temps des comtes, y subsistent la Tour du Foix et la Salle des États Généraux,
- le château de Beaugency, construit à partir du XIe siècle, mais dont la vassalité passe au domaine royal dès le XIIIe siècle,
- le château de Beauregard, construit à partir du XVe siècle,
- le château de Chambord, reconstruit en palais sous François Ier,
- le château de Chaumont-sur-Loire, dont le fort médiéval avait été érigé sous les comtes, avant qu'ils n'en perdent la vassalité,
- le château de Fougères-sur-Bièvre, détruit pendant la guerre de Cent Ans et l'attaque d'Édouard de Woodstock, avant d'être reconstruit au XVe siècle,
- le château de La Ferté-Imbault, dépendance historique de Vierzon,
- le château d'Onzain, dépendance historique de Bury,
- le château de Romorantin,
- le château de Saint-Aignan, restauré à neuf au XIXe siècle,
- le château de Valençay,
- le château de la Vicomté, résidence du vicomte de Blois à partir du Xe siècle,
- le château de Vierzon.

D'autres, faute de réparations, n'ont pas résisté à l'épreuve du temps et sont aujourd'hui à l'état de ruines :
- le château de Bury, ancien fort défensif à l'ouest du comté, sur la rive droite de la Loire, reconstruit par Florimont Robertet au XVIe siècle mais ensuite abandonné au XIXe siècle,
- le château de Montfrault, pavillon de chasse préféré des comtes jusqu'à Louis XII, à une lieue de Chambord,
- le château des Montils, fort parallèle à Bury, sur la rive gauche, dont il ne reste aujourd'hui que le donjon.

Note : Tous les châteaux mentionnés ci-dessus sont ouverts au public d'une quelconque manière, à l'exception des châteaux de Bury, de Montfrault, d'Onzain et de la Vicomté.

#### Établissements religieux
Outre les très nombreuses églises et paroisses créées ou rénovées au Moyen Âge, les comtes sont à l'origine de plusieurs établissements religieux, comme :
- l'abbaye de la Guiche, fondée en 1277 par le comte Jean Ier de Blois-Châtillon, où sont inhumés l'ensemble des comtes de la maison de Blois-Châtillon[54],
- l'abbaye du Petit Citeaux, fondée en 1221 par Thibaut V[55],
- l'abbaye Saint-Laumer, fondée en 924, aujourd'hui rattachée à l'actuelle église Saint-Nicolas,
- la collégiale Saint-Sauveur, jadis dans l'avant-cour du château, démantelée pendant la Révolution,
- le couvent des Cordeliers,
- le couvent des Jacobins,
- l'église Saint-Martin-aux-Choux, fondée en 1238 près de l'actuelle place Louis XII, en lieu et place des Grands degrés du Château percés après la Révolution,
- le prieuré de Boulogne, fondé en 1163 dans la forêt éponyme,
- le prieuré Saint-Jean-en-Grève, jadis administré par l'abbaye de Pontlevoy.

#### Autres aménagements notables
- le pont Saint-Louis, unique pont sur la Loire de tout le comté (et ce, jusqu'en 1716),
- le rempart de Blois,
- le rempart des Montils.

### Principaux vassaux
Comme tout comté féodal, celui de Blois était appuyé par différents seigneurs vassaux gérant l'administration de façon plus locale, dont :
- la vicomté de Blois (aux Grouëts),
- la vicomté de Chartres,
- la vicomté de Châteaudun,
- la seigneurie de l'Aubépin (à Saint-Gervais-la-Forêt),
- la seigneurie de Beaugency,
- la seigneurie de Beauregard,
- la seigneurie de Beauvoir,
- la seigneurie de Bury-en-Blésois,
- la seigneurie de Candé,
- la seigneurie de Chambord-Montfrault,
- la seigneurie de Chaumont,
- les seigneuries de Chousy et de l'Isle Vert (aujourd'hui à Chouzy-sur-Cisse et aux Grouëts),
- la seigneurie de Fougères,
- la seigneurie d'Herbault,
- la seigneurie de La Ferté-Imbault,
- la seigneurie de Menars,
- la seigneurie de Millançay,
- la seigneurie de Nanteuil (aujourd'hui Huisseau-sur-Cosson),
- la seigneurie d'Onzain,
- la seigneurie d'Orchaise,
- la seigneurie de Romorantin,
- la seigneurie de Saint-Aignan,
- la seigneurie de Saint-Denis,
- la seigneurie de Saint-Martin (à Landes-le-Gaulois),
- la seigneurie de Saumery (aujourd'hui Huisseau-sur-Cosson),
- la seigneurie de Selles-sur-Cher,
- la seigneurie de Valençay,
- la seigneurie de Vienne-lès-Blois,
- la seigneurie de Vierzon.